# Aechmea purpureorosea
Espèce
Classification phylogénétique
Aechmea purpureorosea est une espèce de plantes à fleurs de la famille des Bromeliaceae, endémique du Brésil.

## Synonymes
- Aechmea suaveolens Knowles & Westc.[2] ;
- Aechmea suaveolens var. longifolia Wittm.[2] ;
- Billbergia albo-rosea Lem.[2] ;
- Billbergia purpureorosea Hook.[2] ;
- Bromelia alborosea Lem.[2] ;
- Hoplophytum purpureoroseum Beer[2] ;
- Hoplophytum suaveolens (Knowles & Westc.) Beer[2] ;

## Galerie

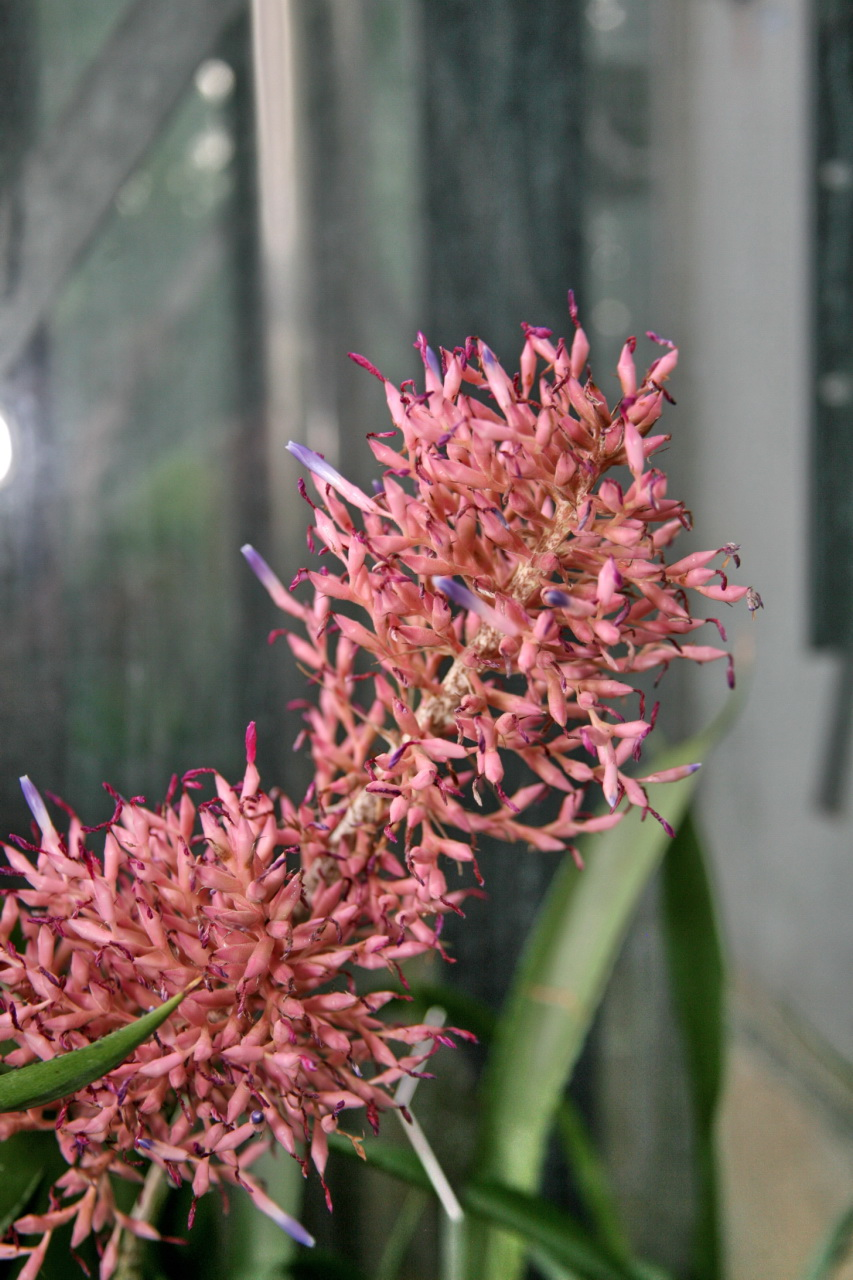
Inflorescence.